# SIL International
SIL International je međunarodna, neprofitna, evangeličko-kršćanska organizacija čiji je glavni cilj proučavanje, razvijanje i dokumentiranje manje poznatih jezika u svrhu širenja jezikoslovnog znanja, promicanja pismenosti i podrške razvoju manjinskih jezika.
SIL International je organizacija-sestra organizacije Wycliffe Bible Translators, koja je posvećena prijevodu Biblije na manje jezike. Organizacija pruža bazu za istraživanja jezika kroz Ethnologue, bazu podataka o svjetskim jezicima.
Troslovni kodovi za označavanje jezika u Ethnologue se nazivaju skraćeno SIL-kodovi, prema nazivu organizacije.
SIL je kratica od Summer Instutute of Linguistics.

## Vanjske poveznice
- SIL international